# Ascidia archaia
Ascidia archaia är en sjöpungsart som beskrevs av Sluiter 1890. Ascidia archaia ingår i släktet Ascidia och familjen Ascidiidae. Inga underarter finns listade i Catalogue of Life.